# Tipula pritchardi
Tipula pritchardi är en tvåvingeart. Tipula pritchardi ingår i släktet Tipula och familjen storharkrankar.

## Underarter
Arten delas in i följande underarter:
- T. p. glabristyla
- T. p. pritchardi